# Nokia 3110
Nokia 3110 este un telefon produs de compania finlandeză Nokia care a fost lansat pe 12 martie 1997. Funcționează doar în GSM la 900 MHz și are o antenă externă.

## Descriere
Tasta "1" pentru poșta vocală, memorie de până la 250 de contacte (în funcție de cartela SIM), meniu în 18 limbi, 25 de tonuri de apel și serviciul de mesaje scurte. Telefonul acceptă servicii de date, trimiterea și primirea de faxuri, e-mail și fișiere de la un PC prin Nokia Cellular Data Card sau noul Nokia Cellular Data Suite.
Numărul de model a fost refolosit de Nokia în 2007 când s-a lansat Nokia 3110 classic. 3110 Classic are caracteristici moderne precum Bluetooth, aparat de fotografiat, pachete de date audio, redare video și înregistrare, EDGE și funcționalitate tri-band.
Cu baterie standard cântărește doar 187 de grame suportă până la 95 de ore de standby sau de până la 2 ore și 45 de minute de convorbire. Cu bateria extinsă oferă până la 250 de ore în standby sau 7 ore de convorbire. Cu bateria subțire Litiu-Ion cântărește doar 146 de grame rezistă până la 70 de ore de ore de stand-by sau 2 ore de convorbire.